# Sainte-Clotilde-de-Horton
Sainte-Clotilde-de-Horton är en kommun i provinsen Québec i Kanada. Den ligger i regionen Centre-du-Québec, i den sydöstra delen av landet, 270 km öster om huvudstaden Ottawa. Kommunen bildades 1997 genom sammanslagning av bykommunen med samma namn, socknen Sainte-Clothilde-de-Horton (som hade behållit den gamla stavningen när bykommunen ändrade sin 1991) och kommunen Saint-Jacques-de-Horton.